# Nyprogg
Nyprogg eller  postprogg är de musikgrupper som på ett eller annat sätt anses ha släktskap med proggen eller proggrörelsen. Exempel på nyprogg-band är Dungen, Landberk, Den förlorade generationen, Ransta Trädgård, Paganus, Gösta Berlings Saga, Skrömta, Dominoklubben, Kreti och Pleti, Doktor Kosmos, Halva Mänskligheten.